# Віринський Завод
Віринський Завод — кінцева вантажно-пасажирська залізнична станція Сумської дирекції залізничних перевезень Південної залізниці.
Розташована за 9 км від станції Амбари у смт Миколаївка Сумського району Сумської області на тупиковій лінії Амбари — Віринський Завод, найближча станція Амбари (9 км). На станції курсують лише приміські поїзди Смородине — Віринський завод та Суми — Віринський Завод.